# 銀座 (曲)
「銀座」（ぎんざ）は、古内東子の11枚目のシングル。1998年1月21日にソニー・レコードからリリースされた。

## 収録曲
全作詞・作曲：古内東子　編曲：小松秀行
1. 銀座
  - TBS系「日立 世界・ふしぎ発見!」エンディングテーマ
2. 友達に戻れない
3. 銀座 （backtracks）